# 王家楨 (萬曆進士)
王家桢（1582年—1644年），字正之，直隸長垣縣（今屬河南省）人。明末政治人物。

## 生平
万历三十一年（1603年）癸卯科举人，萬曆三十五年（1607年）丁未科二甲进士。初授刑部江西司主事，三十九年升员外、郎中，四十年江北审决，本年丁忧归。四十三年起补户部郎中，德州管仓，四十四年升德安府知府，四十七年升湖广按察司副使。升山西阳和道右参政，天启元年（1621年）八月改陕西榆林道右参政，四年升山西按察使，五年四月官右佥都御史，巡抚甘肃。因军功升任户部右侍郎，转左侍郎。
崇祯元年（1628年），摄理户部事。因为财政困难，边关军饷不能按时发放，辽东兵士嘩變，巡抚毕自肃自缢身亡。崇祯帝大怒，将王家桢削籍。后追叙在甘肃之功，复其冠带。
崇祯九年（1636年）七月，皇太极带兵骚扰京师，王家桢被起用为兵部左侍郎，不久，兼任都察院右佥都御史，总理河南、湖广、山西、陕西、四川、江北军务，代替卢象升讨伐反明军队。适逢河南巡抚陈必谦罢职，王家桢即兼任巡抚。当时流贼四出，王家桢虽竭力征讨，崇祯帝却颇为不满，次年四月即命熊文灿 总理军务，令家桢专任河南巡抚。同年秋，刘国能进攻开封，裨将李春贵等战殁。朝廷议罪，家桢遭撤职，回乡闲住。崇祯十七年（1644年），李自成攻陷京师，派兵据守长垣，家桢与其子王元炌自经殉国。《明史》有傳。有《王少司馬奏議》。

## 家族
曾祖王金。祖父王蘭。父王思敬。母趙氏，継母葛氏、劉氏。具庆下。弟王家標。